# Volume 8: The Threat Is Real
A Volume 8: The Threat Is Real az amerikai Anthrax együttes 1998 júliusában megjelent nyolcadik nagylemeze. Tizennégy év után ez volt az első Anthrax-album, amely nem került fel a Billboard 200-as lemezeladási listára.
Állandó szólógitáros hiányában az előző albumhoz hasonlóan itt is más és más játssza az egyes dalok gitárszólóit. Paul Crook – aki a lemez producere is volt – és Charlie Benante mellett ismét vendégszerepel a Pantera-gitáros Dimebag Darrell az album két dalában: Inside Out és Born Again Idiot. Mindkettőt kiadták kislemezen is.
A lemez dalai meglehetősen változatosak. A félperces poéndaloktól (604, Cupajoe) kezdve a groove-os témákon át (Crush, Inside Out) a country hangulatú (Toast to the Extras) és akusztikus dalokig (Harms Way, Pieces) minden felvonul a lemezen.

## Az album dalai
| #   | Cím                            | Hossz |
| --- | ------------------------------ | ----- |
| 1.  | Crush                          | 4:21  |
| 2.  | Catharsis                      | 4:53  |
| 3.  | Inside Out                     | 5:31  |
| 4.  | Pissing 'n' Vinegar            | 3:12  |
| 5.  | 604                            | 0:35  |
| 6.  | Toast to the Extras            | 4:24  |
| 7.  | Born Again Idiot               | 4:17  |
| 8.  | Killing Box                    | 3:37  |
| 9.  | Harms Way                      | 5:13  |
| 10. | Hog Tied                       | 4:36  |
| 11. | Big Fat                        | 6:01  |
| 12. | Cupajoe                        | 0:46  |
| 13. | Alpha Male                     | 3:05  |
| 14. | Stealing from a Thief / Pieces | 13:02 |

| 15. | Giving the Horns |  | 3:34 |

## Közreműködők
- John Bush – ének
- Scott Ian – ritmusgitár, háttérvokál
- Frank Bello – basszusgitár, háttérvokál, ének (Pieces)
- Charlie Benante – dobok, szólógitár (2, 4, 9, 13.), szájharmonika (Toast to the Extras)

Vendégzenészek
- Paul Crook – szólógitár (8, 10, 11, 14.)
- Dimebag Darrell – szólógitár (3, 7.)
- Phil Anselmo – ének (Killing Box)